# Premio Bulgarelli Number 8
Il Premio Bulgarelli Number 8 è un premio calcistico internazionale che viene assegnato annualmente dall'Associazione Giacomo Bulgarelli Bologna e dall'Associazione Italiana Calciatori, con il patrocinio del FIFPro, per premiare la migliore mezzala dell'anno.

## Storia
Il premio è nato su iniziativa di Luigi Colombo nel 2011. Una giuria di ex calciatori, allenatori e giornalisti aveva il compito di scegliere la migliore mezzala in una rosa di tre nomi indicata da un gruppo di giornalisti di testate sportive italiane e straniere.
Il premio veniva assegnato a febbraio, e si riferiva al rendimento dell'anno solare precedente.
Dopo l'edizione di febbraio 2014, per alcuni anni il premio non è stato assegnato per mancanza di sponsor.
Dopo un primo tentativo nel 2016, quando il premio venne assegnato a Paul Pogba ma la premiazione slittò a fine stagione agonistica, il premio è ritornato con la precedente cadenza a partire dal 2017.

## Albo d'oro
| Anno    | Data premiazione | Vincitore        | Finalisti | Altri premi |
| ------- | ---------------- | ---------------- | --- | ----------- |
| 2011-12 | 20 febbraio 2012 | Xavi             | Bastian Schweinsteiger Daniele De Rossi |             |
| 2012-13 | 18 febbraio 2013 | Andrea Pirlo     | Xabi Alonso Yaya Touré |             |
| 2013-14 | 10 febbraio 2014 | Yaya Touré       | Bastian Schweinsteiger Xabi Alonso |             |
| 2016-17 | maggio 2017      | Paul Pogba       | |             |
| 2018    | febbraio 2018    | Andrés Iniesta   | |             |
| 2017-18 | 7 febbraio 2019  | Daniele De Rossi | |             |
| 2018-19 | 27 maggio 2019   | Nicolò Barella   | - Migliore giocatrice Serie A Femminile: Marta Carissimi - Migliore allenatrice Serie A Femminile: Rita Guarino |             |
| 2020-21 | 28 maggio 2021   | Manuel Locatelli | - Miglior giocatrice Serie A Femminile: Valentina Cernoia - Migliore allenatrice Serie A Femminile: Elisabetta Bavagnoli - Migliore allenatore: Roberto Mancini                                                                               |             |
| 2021-22 | 24 maggio 2022   | Sandro Tonali    | - Migliore allenatore: Stefano Pioli - Migliore allenatore Serie A Femminile: Gianpietro Piovani - Migliore giovane Serie A: Giacomo Raspadori - Migliore calciatrice Serie A femminile: Manuela Giugliano                                    |             |
| 2022-23 | 15 maggio 2023   | Davide Frattesi  | - Migliore allenatore: Luciano Spalletti - Migliore allenatore Serie A Femminile: Alessandro Spugna - Migliore arbitro Serie A: Daniele Orsato - Migliore calciatrice Serie A femminile: Alice Parisi                                         |             |
| 2023-24 | 6 maggio 2024    | Lewis Ferguson   | - Migliore allenatore: Simone Inzaghi - Migliore allenatore Serie A Femminile: Sebastiàn De La Fuente - Migliore arbitro Serie A: Marco Guida - Migliore calciatrice Serie A femminile: Giada Greggi - Premio alla carriera: Gianluigi Buffon |             |